# Ciukarovo, Haskovo
Ciukarovo (în bulgară Чукарово) este un sat în comuna Topolovgrad, regiunea Haskovo,  Bulgaria. 

## Demografie
Componența etnică a satului Ciukarovo
     Bulgari (94%)
     Nicio identificare (6%)
     Altele (0%)
La recensământul din 2011, populația satului Ciukarovo era de 50 locuitori. Din punct de vedere etnic, majoritatea locuitorilor (94,0%) erau bulgari. Pentru 6,0% din locuitori nu este cunoscută apartenența etnică.